# Учитељска школа у Пироту
Учитељска школа у Пироту је установа која је радила у Пироту у периоду од 1920. године до 1972. године.

## Почеци
Грађанство Пирота је упутило молбу тадашњем министру 1919. године да се отвори педагошко одељење при гимназији. Не зна се да ли је то довело до тога али је Министарство решењем одлучило да отвори ово одељење у Гимназији Пирот.
Одлучено је да учење у овом одељењу траје четири године. Такође је одлучено и да се у првој години примају ученици који су свршили 4. разред гимназије, у другој години који су свршили 1. годину педагошког одељења или 5. разред гимназије, у трећој години се примају ученици који су завршили 2. годину педагошког усмерења или 6. или 7. разред гимназије. Наставни план педагошког одељења се састојао од предмета: хришћанска наука, српски језик и књижевност, немачки језик и књижевност, руски језик и књижевност, историја српска и општа, математика, земпљопис, јестаственица, физика, физиологија са хигијеном, психологија са логиком, педагогија са историјом васпитања, методика с историјом основне наставе, школски рад, цртање, црквено певање, световно певање, свирање, пољска привреда с ручним радом, гимнастика.
Подела предмете на наставнике доносила се на Колегијумима Наставничког већа Гимназије. Наставници педагошког одељења су били и наставници Гимназије те је долазило до честих мењања наставника у току једне школске године. Није било ни довољно стручних наставника. Први наставници који су били искључиво запослени за педагошко одељење су били Владимир Спасић, Славомир Грнчаревић и Цветко Поповић. Много наставника је у то време давало оставке због преобимног посла - морали су да предају и у Гимназији и у педагошком одељењу.

## Зграда Учитељске школе
Због оскудевања у простору, Окружни одбор округа Пирота је одлучио да поклони земљиште Старог начелства Министарству просвете у сврхе подизања Учитељске школе 1922. године. Министарство је прихватило предлог али се са самом градњом јако каснило. Ова зграда је тек сазидана 1927. године. На место управитеља Учитељске школе је постављен Владимир Стојадиновић. Настава у новој згради је почела 23. новембра 1927. године. Наставничко особље се састојало из: 11 наставника и лекар.

## Криза Школе
1933. године због недостатка интерната у Школи, Југословенска краљевска влада преко Министарства просвете жели да тихо ликвидира установу. Због тога је било наређено да се обустави упис ученика у нову школску годину. Али је Школа ипак наставила са радом с тим што се број ученика смањивао. Тадашњи в.д. директора је био мишљења да се у школској 1934/35 уписују у први разред само мушка деца јер је то од "националног и политичког интереса".
И поред те жеље, те школске године није вршен упис ученика у први разред. Следеће школске године се десило исто и ниједан ученик није уписао први разред док је школске 1937/37 број ученика сведен на 32 у петом разреду. Већ 1938. године се поново уписују у Школу ученици првог разреда али све до 1941. када се због рата прекида рад.

## Период 1945—1960
Настављен је рад Школе 1944/45. године са малим изменама у предметима. Уместо немачког изучавао се руски језик а веронаука је постала факултативни предмет. Због недостатка учитеља у школама, четворогодишње школовање је смањено на три године а петогодишње на четири. Још неке новине су уведене: нови предмети: Устав ФНРЈ, социологија са политичком економијом, предвојничка обука, општетехничко образовање; дипломски рад из три дела(писмени, усмени и практично предавање у основној школи.
Неколико пута је у овом периоду промењен кадар наставника пре свега због лошег владања ученика. 1953/54 Учитељска школа је добила допис од Министарства да не врши упис нових ученика због регулисања ученика. Следеће године се упис одвијао нормално.

## Гашење Учитељске школе
Шездесетих година је наставнички кадар ове Школе био умногоме квалитетнији јер су чак 17 наставника имали завршене факултете. Интересовање ученика за ову Школу је био велики последње деценије рада. Пре свега због материјалне сигурности после завршетка Школе.
Тадашњи директор Школе Вјекослав Бутиган са председником СО Пирот и послаником Културно-просветног већа СРС посећују Републичку заједницу образовања и константује се да Школа има услове да прерасте у педагошку академију за васпитаче. Школу су у наредном периоду обилазили Међуопштинско веће Ниш, Секретаријат за образовање и културу и просветни саветници из Београда. Утврђено је да Школа има степен испуњености да прерасте у академију.
Тако је Школа престала са радом 1970. године.
Она постаје педагошка академија за васпитаче, касније Виша школа за васпитаче а данас је Висока школа струковних студија за образовање васпитача Пирот.